# Osmoy-Saint-Valery
Osmoy-Saint-Valery é uma comuna francesa na região administrativa da Normandia, no departamento de Sena Marítimo. Estende-se por uma área de 16,61 km². Em 2010 a comuna tinha 326 habitantes (densidade: 19,6 hab./km²).